# 547-я пехотная дивизия (вермахт)
547-я пехотная дивизия (нем. 547. Grenadier-Division) — тактическое соединение сухопутных войск нацистской Германии периода Второй мировой войны.

## История
547-я пехотная дивизия была сформирована 11 июля 1944 года как «заградительная дивизия» в 5-м военном округе во время 29-й волны мобилизации вермахта.
После завершения комплектования и подготовки, дивизия вошла в состав 27-го армейского корпуса. 9 октября 1944 года дивизия была переименована в 547-ю народную пехотную дивизию (547. Volksgrenadier-Division). В этот период дивизия находилась в Литве. Дивизия была уничтожена советскими войсками в Восточной Пруссии близ Цинтена в феврале 1945 года, а её остатки были переданы в состав 170-й пехотной дивизии.
В марте 1945 года была создана вновь в Западной Пруссии, где вошла в состав 46-го танкового корпуса. После этого дивизия была направлена на одерский фронт, в район города Шведт-на-Одере, где в апреле была практически полностью уничтожена наступающими советскими войсками. В мае остатки 547-й народной пехотной дивизии сдались в плен американским войскам в районе Шверина.

## Местонахождение
- с июля по октябрь 1944 (Литва)
- с октября 1944 по март 1945 (Восточная Пруссия)
- с марта по апрель 1945 (Западная Пруссия)

## Подчинение
- 27-й армейский корпус 4-й армии группы армий «Центр» (август 1944 — март 1945)
- 46-й танковый корпус 3-й танковой армии группы армий «Висла» (март — май 1945)

## Командиры
- генерал-майор Эрнст Майнерс (11 июля 1944 — 1 февраля 1945)
- штандартенфюрер СС Ганс Кемпин (1 февраля — 1 апреля 1945)
- генерал-майор Эрих Фронхёфер (1 апреля — 8 мая 1945)

## Состав
- 1091-й пехотний полк (Grenadier-Regiment 1091)
- 1092-й пехотний полк (Grenadier-Regiment 1092)
- 1093-й пехотний полк (Grenadier-Regiment 1093)
- 1547-й артиллерийский полк (Artillerie-Regiment 1547)
- 1547-й противотанковый дивизион (Panzerjäger-Abteilung 1547)
- 547-я фузилёрская рота (Füsilier-Kompanie 547)
- 547-й батальон связи (Nachrichten-Abteilung 547)
- 1547-й отряд материального обеспечения (Nachschubtruppen 1547)
- 1547-й полевой запасной батальон (Feldersatz-Bataillon 1547)